# فيديريكو بيانكي
فيديريكو بيانكي (بالإنجليزية: Federico Bianchi)‏ (و. 1635 – 1719 م) هو رسام، ولد في ميلانو، توفي في ميلانو، عن عمر يناهز 84 عاماً.